# صنعت خدمات

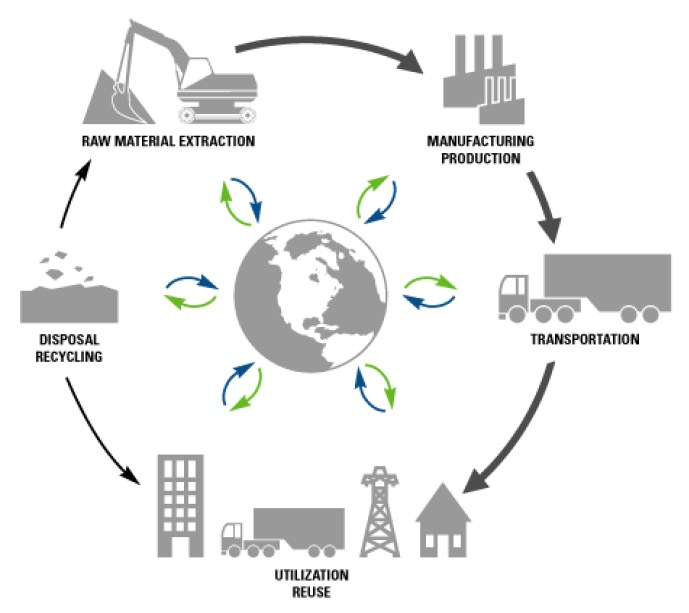
چرخه عمر محصولات

صنعت خدمات شاخه‌ای از صنعت است، که به ارائه خدمات به دیگر صنایع و مصرف‌کنندگان نهایی می‌پردازد. خدمات ممکن است شامل حمل‌ونقل، توزیع و فروش محصولات از تولیدکنندگان به مصرف‌کنندگان، در قالب عمده‌فروشی و خرده‌فروشی، ارائه گردد. 
صنعت خدمات یکی از چهار بخش اقتصادی است، که تحت عنوان بخش سوم اقتصاد شناخته می‌شود. بخش اول اقتصاد شامل کشاورزی، ماهیگیری و استخراج معادن، بخش دوم اقتصاد شامل ساخت و تولید، بخش سوم اقتصاد شامل صنعت خدمات و بخش چهار اقتصاد شامل فناوری اطلاعات، آموزش و پرورش و برنامه‌ریزی مالی می‌باشد.